# دندان‌های آسیای بزرگ
دندان‌های آسیای بزرگ یا دندان‌های آسیاب بزرگ سه دندان آخر در طرفین فک‌های بالا و پایین هستند که تعداد آن‌ها جمعاً به ۱۲ عدد می‌رسد که به ترتیب آسیاب اول، دوم و سوم نامیده می‌شوند. دندان‌های آسیاب اول دقیقاً کنار دومین دندان آسیاب کوچک قرار دارند و به دندان‌های آسیاب ۶ سالگی هم معروف هستند.

## کالبدشناسی انسانی
در انسان، دندان‌های آسیای بزرگ دارای چهار یا پنج پَرتوَک هستند. بزرگسالان دارای ۱۲ دندان آسیای بزرگ هستند که در چهار گروه سه‌تایی در عقب دهان قرار گرفته‌اند. سومین دندان، یعنی عقبی‌ترین دندان در هر گروه، دندان عقل نام دارد. این دندان آخرین دندانی است که ظاهر می‌شود و حدود سن ۲۰ سالگی از لثه بیرون می‌زند، اگرچه این زمان در میان افراد و جمعیت‌ها متفاوت است و در بسیاری موارد اصلاً این دندان وجود ندارد.
در دهان انسان، دندان‌های آسیای بزرگ بالا (فکی) و پایین (زیری) وجود دارند. این‌ها عبارت‌اند از: آسیای اول فک بالا، آسیای دوم فک بالا، آسیای سوم فک بالا، آسیای اول فک پایین، آسیای دوم فک پایین، و آسیای سوم فک پایین.

## فرگشت پستانداران
در پستانداران، تاج دندان‌های آسیای بزرگ و آسیای کوچک به شکل‌های پیچیده‌ و گوناگونی تاخورده است. عناصر پایه‌ای تاج، برجستگی‌های مخروطی‌شکل به نام پرتوک‌ها و دره‌هایی هستند که آن‌ها را از هم جدا می‌کنند. پرتوک‌ها هم عاج دارند و هم مینا، اما برآمدگی‌های کوچک‌تر روی تاج که زبره‌کاری نامیده می‌شوند، حاصل ضخامت متفاوت مینای دندان‌اند. گاه پرتوک‌ها با هم ترکیب شده و لبه‌هایی تشکیل می‌دهند، یا گسترش یافته و تیغه‌هایی می‌سازند. کمربندک.ها اغلب لبه‌های ناقصی هستند که پیرامون پایهٔ تاج دندان قرار دارند.
دندان‌های آسیای چندپرتوکی پستانداران احتمالاً از دندان‌های تک‌پرتوکی سیناپسیدها فرگشت یافته‌اند، اگرچه تنوع الگوهای دندانی تراپسیدها و پیچیدگی دندان‌های نخستین پستانداران، تشخیص چگونگی این فرایند را دشوار می‌سازد. طبق نظریهٔ پذیرفته‌شدهٔ «نظریه تمایز»، پرتوک‌های بیشتر از رشد یا جوانه‌زنی تاج به‌وجود آمده‌اند، در حالی‌که نظریهٔ رقیب «هم‌جوشی» می‌گوید دندان‌های پیچیده از ترکیب دندان‌های مخروطیِ جداگانه پدید آمده‌اند. پستانداران تریا (جفت‌داران و کیسه‌داران) به‌طور کلی از نیایی با دندان‌های آسیای گونه‌ای تری‌بوسفنیک فرگشت یافته‌اند که در آن، سه پرتوک اصلی در شکل یک مثلث چیده شده‌اند.

## ریخت‌شناسی
هر پرتوک اصلی روی دندان آسیای بالایی یک «مخروط» نام دارد و با پیشوندهایی بر اساس مکانش در دندان مشخص می‌شود: پروتو-، پارا-، متا-، هیپو- و انتو-. برای پرتوک‌های دندان پایینی پسوند -اید افزوده می‌شود (مثلاً پروتوکونید)، و برای پرتوک‌های فرعی پسوند -یول (مثلاً پروتوکونولید). برآمدگی لبه‌مانند در بخش پایین تاج (روی دندان بالایی) را کمربندک می‌نامند؛ همین ویژگی روی دندان پایینی کمربندک‌ک یا cingulid نام دارد و پرتوک‌های فرعی روی آن، مانند cingular cuspule یا conulid شناخته می‌شوند.

### تری‌بوسفنیک
طراحی‌ای که یکی از ویژگی‌های مهم پستانداران تریایی دانسته می‌شود، دندان آسیای تری‌بوسفنیک است. در میان پستانداران امروزی، این نوع دندان در بیشتر حشره‌خواران و همچنین در منقارپستانهای جوان (مانند نوک‌اردکی) یافت می‌شود، هرچند بزرگ‌سالان منقارپستان‌ها بی‌دندان هستند.
در این نوع دندان، دندان آسیای پایینی به دو بخش تقسیم می‌شود: تریگونید سه‌پرتوکی یا بخش برنده، و تالونید یا پاشنهٔ کوبنده. در دندان‌های آسیای تری‌بوسفنیک امروزی، تریگونید در جلوی فک و تالونید در عقب آن قرار دارد. تریگونید دارای سه پرتوک بزرگ است: پروتوکونید در سمت گونه‌ای (باکالی/لابیالی) دندان قرار دارد، در حالی که پاراکونید جلویی و متاکونید پشتی در سمت زبانی (لینگوالی) جای دارند.
دندان آسیای بالایی شبیه به کوهستانی سه‌قله‌ای است که الگوی آن نسبت به دندان پایینی وارونه شده است. پرتوک پروتوکون در سمت زبانی، و پرتوک‌های پاراکون جلویی و متاکون پشتی در سمت گونه‌ای دندان قرار دارند. پرتوک پروتوکون دندان بالایی با حفرهٔ تالونید دندان پایینی به گونه‌ای جفت می‌شود که عملکردی مشابه هاون و دسته‌ هاون دارد.
دندان آسیای تری‌بوسفنیک در نیاکان مستقیم سه گروه اصلی پستانداران امروزی وجود داشته، اما احتمالاً نیاکان همهٔ پستانداران چنین نبوده‌اند. بسیاری از دیرینه‌شناسان معتقدند این نوع دندان به‌طور مستقل در تک‌سوراخیان (از گروه استرالوسفنیدا) فرگشت یافته است و از نیایی مشترک با کیسه‌داران و جفت‌داران (از گروه بوریوسفنیدا) به ارث نرسیده است. با این حال، این دیدگاه همچنان مخالفانی دارد.
برای نمونه، دندان‌های استروپودون، منقارپستانی از کرتاسهٔ اولیه، به دندان‌های پراموس و خشک‌دندان‌سانان شباهت دارد، که ممکن است نشان دهد منقارپستان‌ها با برخی پستانداران پیشاتر‌ی‌بوسفنیک خویشاوندند. ولی از سوی دیگر، جایگاه این دو گروه در فرگشت هنوز به‌روشنی مشخص نیست.
برخی پستاندارسانان ژوراسیک، مانند دکودونت‌ها و شوئوترییدها، دارای دندان‌های «تری‌بوسفنیک وارونه» بودند، به این معنا که ساختار تالونیدمانند آن‌ها به‌جای عقب دندان، در جلوی دندان آسیای پایین شکل گرفته بود. این نوع دندان به عنوان نمونه‌ای از فرگشت همگرا در نظر گرفته می‌شود.

### چهارپرتوکی
از دندان آسیای تری‌بوسفنیک نخستین، شکل‌های گوناگونی از دندان آسیای بزرگ پدید آمده‌اند. در بسیاری از گروه‌ها، پرتوک چهارمی به نام هیپوکون (یا هیپوکونید) پدید آمده است. دندان‌های آسیای چهارپرتوکی (که چهارقله‌ای یا یوتهمورفیک نیز خوانده می‌شوند)، دارای هیپوکونی هستند که در سمت زبانی دندان آسیای بالا، و در پشت پرتوک پروتوکون قرار دارد. این نوع دندان در آغاز فرگشت پستانداران ظاهر شد و در بسیاری از گونه‌ها، از جمله خارپشتها، راکنها، و بسیاری از نخستی‌ها، از جمله انسان، وجود دارد. گاهی پرتوک پنجمی نیز دیده می‌شود.
در بسیاری از پستانداران، پرتوک‌های کوچک‌تری به نام کُنول‌ها میان پرتوک‌های اصلی دیده می‌شوند. این‌ها بر اساس مکان‌شان نام‌گذاری شده‌اند، مانند پاراکونول که میان پاراکون و متاکون قرار دارد، یا هیپوکونولید که میان هیپوکونید و انتوکونید جای دارد.

### برجسته‌کوهی
در دندان‌های آسیای برجسته‌کوهی (bunodont)، پرتوک‌ها به‌جای نوک‌های تیز، به صورت تپه‌هایی گرد و کم‌ارتفاع هستند. این نوع دندان بیشتر در میان همه‌چیزخوارانی چون خوک، خرس و انسان دیده می‌شود. دندان‌های برجسته‌کوهی برای کوبیدن مناسب‌اند و معمولاً شکل چهارپرتوکی دارند.

### بلندتاج
دندان‌های بلندتاج (hypsodont) با تاج‌های بلند و مینایی که فراتر از خط لثه ادامه می‌یابد، مشخص می‌شوند. این ساختار برای مقاومت بیشتر در برابر سایش و خوردگی است. نمونه‌هایی از جانوران دارای دندان‌های بلندتاج شامل گاو و اسب هستند که از خوراک‌های زبر و الیافی تغذیه می‌کنند. در برخی گونه‌های آرویکولینهها (جونده‌های گیاه‌خوار)، دندان‌های بلندتاج در سراسر زندگی به رشد خود ادامه می‌دهند.
دندان‌های بلندتاج فاقد تاج و گردن مشخص‌اند. سطح جوندهٔ آن‌ها ناهموار و تقریباً تخت است و برای کوبیدن و آسیاب کردن مواد گیاهی مناسب‌اند. بدنهٔ دندان با سمنتوم در بالا و پایین خط لثه پوشیده شده است. زیر این پوشش، لایه‌ای از مینا قرار دارد که تمام طول بدنه را می‌پوشاند. سمنتوم و مینا به درون لایهٔ ضخیم عاج فرورفته‌اند.

## نگارخانه

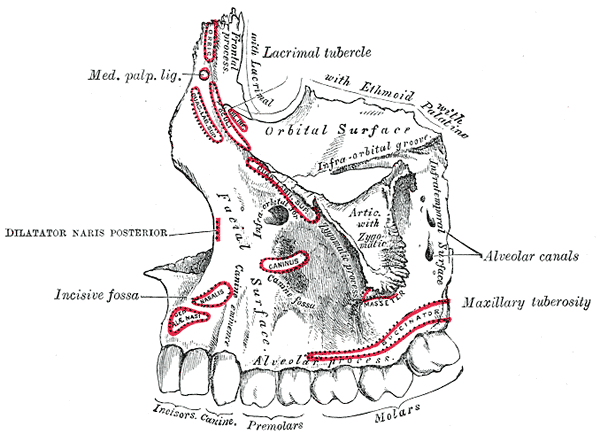
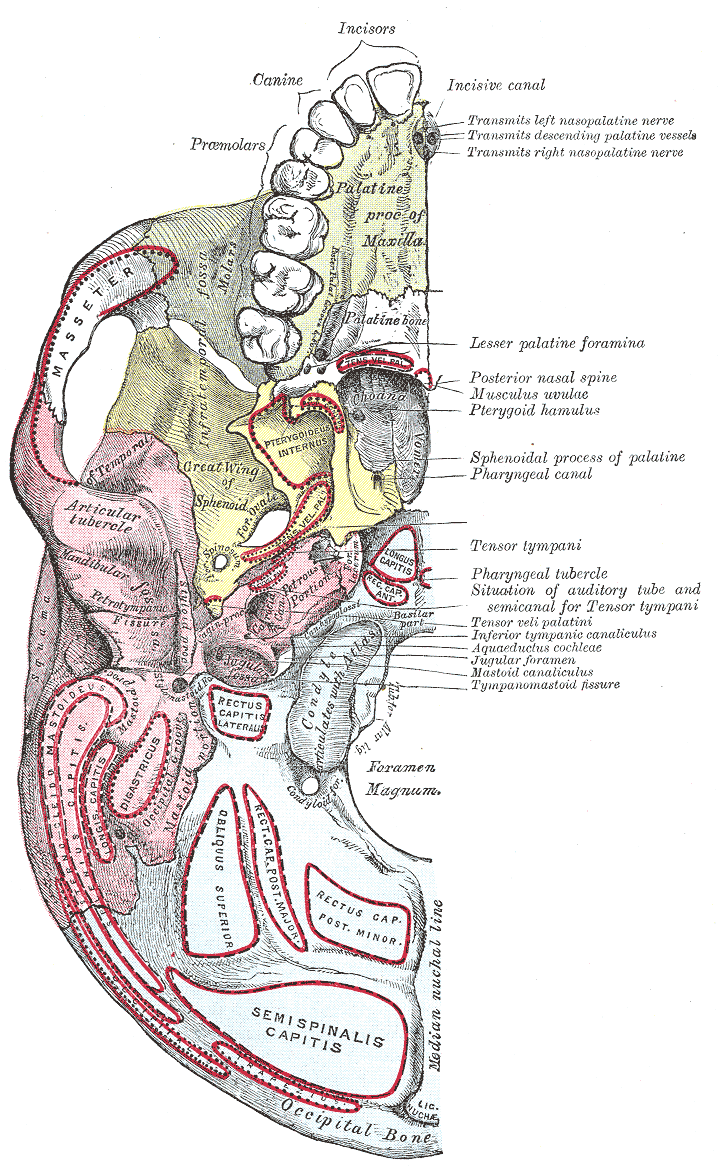
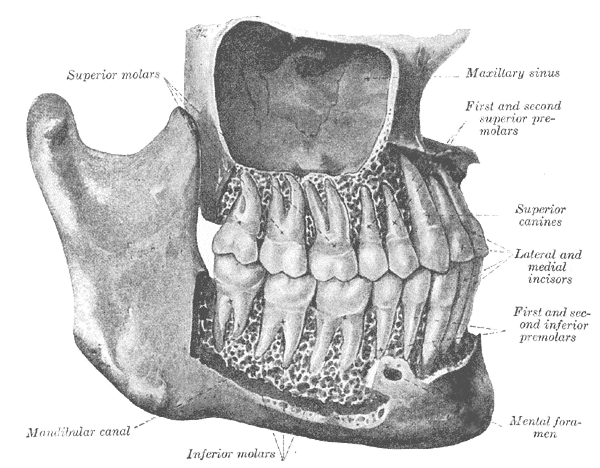